# Richard Koenigs

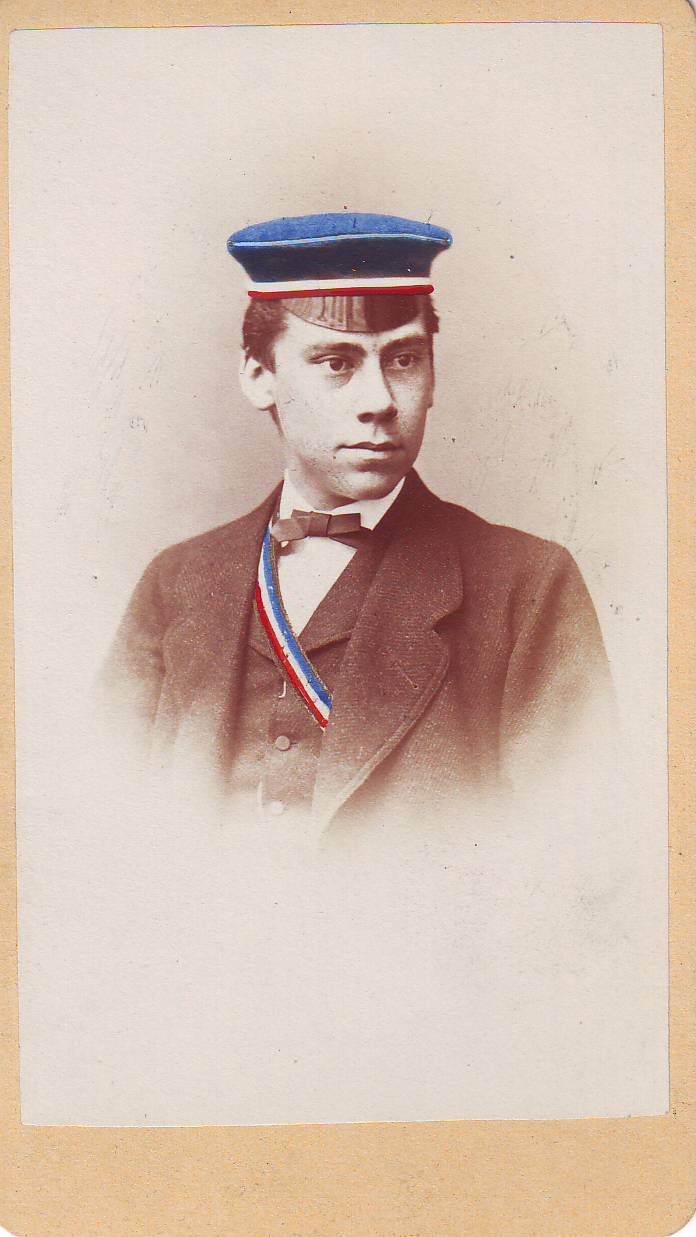
Richard Koenigs als Heidelberger Rhenane (1872)

Max Richard Walther Koenigs (* 28. März 1853 in Dülken; † 14. Februar 1921 in Düsseldorf) war ein deutscher Verwaltungsbeamter.

## Leben
Koenigs besuchte das Gymnasium in Barmen (Abitur 1870) und studierte nach Ableistung seiner Militärverpflichtungen beim 7. Jäger-Bataillon und Teilnahme am Frankreich-Feldzug ab Ostern 1871 Rechtswissenschaften in Heidelberg, Göttingen, Bonn und Berlin. In Heidelberg war er Mitglied des Corps Rhenania, in Göttingen des Corps Hildeso-Guestphalia. Im September 1875 trat er seinen Vorbereitungsdienst als Gerichtsreferendar in Köln an und wurde nach seiner Ausbildung und Ablegung der großen Staatsprüfung (1881) als Gerichtsassessor am Amtsgericht Köln beschäftigt. Von 1882 bis 1899 war Koenigs Landrat des Kreises Lennep. Anschließend wechselte er als Oberregierungsrat zur Regierung zu Düsseldorf, wo er als Regierungsvizepräsident zum 30. September 1916 in den Ruhestand trat. Richard Koenigs war ein jüngerer Bruder des Bankiers Ernst Friedrich Wilhelm Koenigs.

## Auszeichnungen
Koenigs war Ehrenbürger von Wermelskirchen, ab 1900 von Lennep (für besondere Verdienste um Wirtschaft und Industrie), Remscheid und ab dem 5. Januar 1900 von Lüttringhausen. In Remscheid-Lüttringhausen ist die Richard-Koenigs-Straße nach ihm benannt. 1899 wurde Koenigs der Rote Adlerorden IV. Klasse und bei seinem Ausscheiden aus dem Dienst 1916 der Rote Adlerorden II. Klasse mit Eichenlaub verliehen.